# Paul Tkotsch
Paul Josef Tkotsch (* 29. Juni 1895 in Gogolin; † 14. Mai 1963 in Berlin) war ein römisch-katholischer Geistlicher und Weihbischof im Bistum Berlin.	

## Leben
Nach dem Besuch des Gymnasiums in Oppeln studierte er Philosophie und katholische Theologie an der Universität Breslau. Seit 1919 war er Mitglied der K.D.St.V. Marchia Breslau (heute Aachen), später in Berlin dann auch der KAV Suevia Berlin und der K.D.St.V. Makaria (heute Aachen) im Cartellverband der katholischen deutschen Studentenverbindungen. Am 17. März 1923 wurde er in Breslau zum Priester geweiht. Als Kaplan, Ordinariatssekretär, Domvikar und Caritasdirektor wirkte er in Berlin. Am 13. August 1930 wurde er in das neugegründete Bistum Berlin inkardiniert. Im Jahr 1940 wurde er Pfarrer von St. Mauritius in Berlin-Lichtenberg.

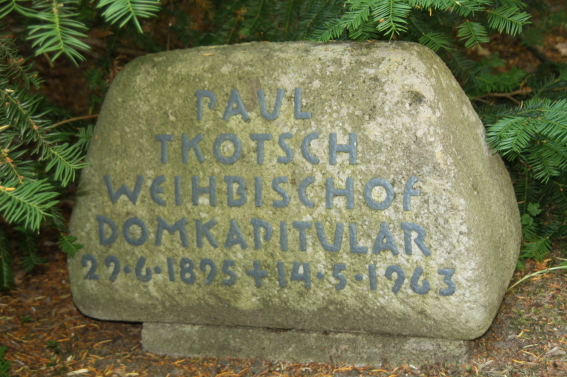
Grabstein auf dem Hedwigsfriedhof in Berlin-Reinickendorf

Papst Pius XII. ernannte ihn am 12. Mai 1948 zum Titularbischof von Eleutherna (Kreta) und zum Weihbischof in Berlin. Die Bischofsweihe spendete ihm am 11. Juni 1948 der damalige Berliner Bischof und Kardinal, Konrad von Preysing, in der Rosenkranz-Basilika in Berlin-Steglitz. Mitkonsekratoren waren der Bischof von Fargo und spätere Apostolische Nuntius in Deutschland, Aloysius Muench, und der Koadjutorbischof von Meißen, Heinrich Wienken.
Im Jahr 1952 leitete Tkotsch den 75. Deutschen Katholikentag in Berlin. Bischof Wilhelm Weskamm berief ihn 1954 ins Domkapitel der Sankt-Hedwigs-Kathedrale.
In den letzten Lebensjahren war Tkotsch durch Krankheit zunehmend an der Ausübung seines Bischofsdienstes gehindert. Er starb am 14. Mai 1963 im Ostberliner St.-Hedwig-Krankenhaus. Sein Grab befindet sich auf dem St. Hedwig-Friedhof III in Berlin-Reinickendorf.